# Керем Актюркоглу
Мухаммед Керем Актюркоглу (тур. Muhammed Kerem Aktürkoğlu, нар. 21 жовтня 1998, Ізміт) — турецький футболіст, нападник клубу «Бенфіка» і національної збірної Туреччини.

## Клубна кар’єра
Проходячи підготовку в академії клубу «Істанбул ББ», віддавався в оренду до третьолігового «Бодрумспора», за який і дебютував у дорослому футболі. Згодом грав на тому ж рівні за «Караджабей» та «Ерзінджанспор».
2 вересня 2020 року приєднався до «Галатасарая», у складі якого швидко виборов місце в основному складі.
3 вересня 2024 року Актюркоглу уклав п'ятирічний контракт з португальським клубом «Бенфіки» на суму 12 мільйонів євро, при цьому клуб також отримає 10% від майбутнього трансферу, а відступні за гравця встановлені на рівні 60 мільйонів євро.

## Виступи за збірні
2015 року дебютував у складі юнацької збірної Туреччини (U-18), загалом на юнацькому рівні взяв участь у 4 іграх, відзначившись одним забитим голом.
27 травня 2021 року в товариському матчі проти Азербайджану дебютував в офіційних матчах у складі національної збірної Туреччини. А за декілька днів молодого нападника включили до остаточної заявки команди на Євро-2020.

## Статистика кар’єри
Станом на 1 жовтня 2024
| Клуб                  | Сезон            | Ліга             | Ліга | Ліга  | Кубок | Кубок | Європа | Європа | Інший | Інший | Усього | Усього |
| Клуб                  | Сезон            | Ліга             | Ігор | Голів | Ігор  | Голів | Ігор   | Голів  | Ігор  | Голів | Ігор   | Голів  |
| --------------------- | ---------------- | ---------------- | ---- | ----- | ----- | ----- | ------ | ------ | ----- | ----- | ------ | ------ |
| «Бодрумспор» (оренда) | 2016–17          | TFF Третя ліга   | 27   | 4     | 1     | 0     | -      | -      | -     | -     | 28     | 4      |
| «Бодрумспор» (оренда) | Усього           | Усього           | 27   | 4     | 1     | 0     | -      | -      | -     | -     | 28     | 4      |
| «Караджабей»          | 2018–19          | TFF Третя ліга   | 34   | 3     | 1     | 0     | -      | -      | -     | -     | 35     | 3      |
| «Караджабей»          | Усього           | Усього           | 34   | 3     | 1     | 0     | -      | -      | -     | -     | 35     | 3      |
| «Ерзінджанспор»       | 2019–20          | TFF Третя ліга   | 30   | 20    | 4     | 0     | -      | -      | -     | -     | 34     | 20     |
| «Ерзінджанспор»       | Усього           | Усього           | 30   | 20    | 4     | 0     | -      | -      | -     | -     | 34     | 20     |
| «Галатасарай»         | 2020–21          | Суперліга        | 27   | 6     | 2     | 0     | 0      | 0      | -     | -     | 29     | 6      |
| «Галатасарай»         | 2021–22          | Суперліга        | 37   | 10    | 1     | 0     | 14     | 3      | -     | -     | 52     | 13     |
| «Галатасарай»         | 2022–23          | Суперліга        | 34   | 9     | 4     | 1     | -      | -      | -     | -     | 38     | 10     |
| «Галатасарай»         | 2023–24          | Суперліга        | 37   | 12    | 2     | 0     | 14     | 3      | 1     | 0     | 54     | 15     |
| «Галатасарай»         | 2024–25          | Суперліга        | 3    | 2     | -     | -     | 2      | 0      | 1     | 0     | 6      | 2      |
| «Галатасарай»         | Усього           | Усього           | 138  | 39    | 9     | 1     | 30     | 6      | 2     | 0     | 179    | 46     |
| «Бенфіка»             | 2024—25          | Прімейра-ліга    | 3    | 2     | 0     | 0     | 1      | 1      | 0     | 0     | 4      | 3      |
| Загальна кар’єра      | Загальна кар’єра | Загальна кар’єра | 231  | 68    | 15    | 1     | 31     | 7      | 2     | 0     | 279    | 76     |

## Титули і досягнення
«Галатасарай»
- Чемпіон Туреччини (1): 2022-23, 2023-24
- Володар Суперкубка Туреччини (1): 2023

Бенфіка
- Володар Кубка португальської ліги (1): 2024-25
- Володар Суперкубка Португалії (1): 2025